# セツナユメミシ
「セツナユメミシ」は、KEYTALKの楽曲で、メジャー12枚目（通算15枚目）のシングル。2017年8月30日にGetting Betterから発売された。

## 解説
表題曲の「セツナユメミシ」は、首藤義勝による書き下ろし、NARASAKIによるサウンドプロデュ－ス楽曲であり、メジャー5thシングル「桜花爛漫」以来となる、テレビアニメ『境界のRINNE』との2回目のタイアップとなった。
初回限定盤は、付属している特典のDVDに「代々木でリリパパパラダイス 2017.3.29 at 代々木公園野外ステージ」の映像が収録されており、特殊パッケージ仕様になっている。
YouTubeで公開されたミュージック・ビデオは、前作同様に特別編集されたものとなっており、首藤による楽曲解説をしているシーンが収録されている。

## 収録曲

### CD
1. セツナユメミシ
  - 作詞・作曲：首藤義勝

NHKEテレ系アニメ「境界のRINNE」 第3シリーズ後期オープニングテーマ[5]
2. タイポロジー
  - 作詞・作曲：小野武正
3. 誓い
  - 作詞・作曲：八木優樹
4. さよならを。夏、
  - 作詞・作曲：寺中友将

### DVD（初回限定盤のみ）
1. Summer Venus
2. ダウンロードディスコ
3. 秘密
4. STAY
5. Oh!En!Ka!

## 収録アルバム
| 曲名           | 収録アルバム | 発売日       |
| -------------- | ------------ | ------------ |
| セツナユメミシ | 『Rainbow』  | 2018年3月7日 |